# Peeter Kümmel
Peeter Kümmel (* 11. April 1982 in Tartu, Sowjetunion) ist ein ehemaliger estnischer Skilangläufer.

## Leben und Karriere
Kümmels bestes Resultat bei Juniorenweltmeisterschaften war 2002 in Schonach der 20. Platz im Massenstart-Wettbewerb über 30 Kilometer klassisch, den sein Landsmann Aivar Rehemaa überraschend für sich entscheiden konnte. Im Sprintwettbewerb verpasste er als bester estnischer Starter mit Platz 36 die Finalläufe. Bei seinem ersten Einsatz im Skilanglauf-Weltcup im Januar 2003 über die Distanz von 30 Kilometer klassisch (Massenstart) im heimischen Otepää gab er an letzter Position liegend noch vor der Halbzeit des Rennens auf. In den darauffolgenden Jahren verbesserte Kümmel seine Leistungen vor allem in Sprintwettbewerben. So wurde er März 2005 für den Weltcup in Lahti nominiert. Beim Sprintwettbewerb, der in der freien Technik ausgetragen wurde, erreichte er überraschenderweise die Finalläufe und gewann als 17. seine ersten Weltcuppunkte. Er nahm an der Winter-Universiade 2001 in Zakopane, Winter-Universiade 2003 in Tarvisio und an der Winter-Universiade 2005 in Seefeld in Tirol teil. Seine beste Platzierung dabei erreichte er im Jahr 2003 mit dem 15. Platz im Sprint. Ab der Saison 2005/06 wurde Kümmels ständiges Mitglied der estnischen Weltcup-Mannschaft, startete meist aber nur in Sprintwettbewerben, bei denen er mehrfach die Qualifikation überstand. Dies ermöglichte ihm die Teilnahme an den Olympischen Winterspielen 2006 in Turin. Dort konnte er jedoch die Leistungen aus dem Weltcup nicht ganz bestätigen und musste sich mit Platz 38 zufriedengeben.
In seiner bis dahin besten Saison 2006/07 ersprintete Kümmel mit den Plätzen sieben und acht in Rybinsk und Changchun zwei Top-Ten-Platzierungen. Am Ende der Saison belegte er in der Sprintwertung des Weltcups den 25. Gesamtrang. Bei den Nordischen Skiweltmeisterschaften 2007 in Sapporo erreichte Kümmel in der Qualifikation des Sprintwettbewerbs zwar eine Zeit, die ihm für den Einzug in die Finalläufe gereicht hätte, wurde aber wie auch der Italiener Renato Pasini disqualifiziert, da er einige Schritte in der Skating-Technik gelaufen war. Zusammen mit Priit Narusk erreichte er jedoch das Finale im Teamsprint. Das Duo belegte am Ende den zehnten und somit letzten Platz im Finale. Sein bestes Resultat in einem Weltcupwettbewerb gelang Kümmel beim Sprint im heimischen Otepää in der Saison 2007/08. Nach einer eher schlechten Saison und bis zu diesem Zeitpunkt ohne Weltcuppunkte erreichte er überraschenderweise das Finale und ersprintete sich vor heimischem Publikum den fünften Platz. Nachdem Kümmel in der Saison 2008/09 bei all seinen Einsätzen im Weltcup die Qualifikation für die Finalläufe überstand und Weltcuppunkte erkämpfte, wurde er auch für die Nordischen Skiweltmeisterschaften 2009 nominiert. In Liberec schied er im Viertelfinale aus und wurde 25. 
Sein bestes Resultat erreichte Kümmel in der Saison 2009/10 erneut im heimischen Otepää, wo er das Halbfinale erreichte und den neunten Platz belegte. Dies bedeutete für ihn die Qualifikation für die Olympischen Winterspiele 2010 in Vancouver. Dort verpasste er als 14. knapp die Qualifikation für das Halbfinale. Im Teamsprint schied er mit Anti Saarepuu im Halbfinale aus und belegte den 16. Platz. Nach einem 14. Platz beim Weltcup-Sprint in Otepää und einem neunten Platz in Rybinsk in der Saison 2010/11 startete Kümmel bei den Nordischen Skiweltmeisterschaften 2011 in Oslo. Dort erreichte er überraschend das Finale im Sprintwettbewerb und erkämpfte sich mit dem sechsten Platz sein bis dahin bestes Karriereresultat. In den folgenden Jahren belegte er bei den Nordischen Skiweltmeisterschaften 2013 im Val di Fiemme den 85. Platz über 15 km Freistil, den 33. Rang im Sprint, den 17. Platz zusammen mit Raido Ränkel im Teamsprint sowie den 15. Platz mit der Staffel, bei den Olympischen Winterspielen 2014 in Sotschi den 52. Platz im Sprint sowie zusammen mit Raido Ränkel den 14. Platz im Teamsprint und bei den Nordischen Skiweltmeisterschaften 2015 in Falun den 18. Platz im Sprint, den 16. Rang mit der Staffel sowie den 14. Platz zusammen mit Raido Ränkel im Teamsprint. Im Februar 2017 nahm er in Otepää letztmals am Weltcup teil und lief dort jeweils im Sprint sowie über 15 km klassisch auf den 66. Platz.

## Teilnahmen an Weltmeisterschaften und Olympischen Winterspielen

### Olympische Spiele
- 2006 Turin: 38. Platz Sprint Freistil
- 2010 Vancouver: 14. Platz Sprint klassisch, 16. Platz Teamsprint Freistil
- 2014 Sotschi: 14. Platz Teamsprint klassisch, 52. Platz Sprint Freistil

### Nordische Skiweltmeisterschaften
- 2007 Sapporo: 8. Platz Teamsprint Freistil, 12. Platz Staffel, 78. Platz 15 km Freistil
- 2009 Liberec: 25. Platz Sprint Freistil
- 2011 Oslo: 6. Platz Sprint Freistil, 11. Platz Teamsprint klassisch
- 2013 Val di Fiemme: 15. Platz Staffel, 17. Platz Teamsprint Freistil, 33. Platz Sprint klassisch, 85. Platz 15 km Freistil
- 2015 Falun: 14. Platz Teamsprint Freistil, 16. Platz Staffel, 18. Platz Sprint klassisch

## Platzierungen im Weltcup

### Weltcup-Statistik
Die Tabelle zeigt die erreichten Platzierungen im Einzelnen.
- 1.–3. Platz: Anzahl der Podiumsplatzierungen
- Top 10: Anzahl der Platzierungen unter den ersten zehn
- Punkteränge: Anzahl der Platzierungen innerhalb der Punkteränge
- Starts: Anzahl gelaufener Rennen in der jeweiligen Disziplin
- Hinweis: Bei den Distanzrennen erfolgt die Einordnung gemäß FIS.

| Platzierung         | Distanzrennen a | Distanzrennen a | Distanzrennen a | Distanzrennen a | Distanzrennen a | Skiathlon Verfolgung | Sprint | Etappen- rennen b | Gesamt | Team c | Team c  |
| Platzierung         | ≤ 5 km          | ≤ 10 km         | ≤ 15 km         | ≤ 30 km         | > 30 km         | Skiathlon Verfolgung | Sprint | Etappen- rennen b | Gesamt | Sprint | Staffel |
| ------------------- | --------------- | --------------- | --------------- | --------------- | --------------- | -------------------- | ------ | ----------------- | ------ | ------ | ------- |
| 1. Platz            |                 |                 |                 |                 |                 |                      |        |                   |        |        |         |
| 2. Platz            |                 |                 |                 |                 |                 |                      |        |                   |        |        |         |
| 3. Platz            |                 |                 |                 |                 |                 |                      |        |                   |        |        |         |
| Top 10              |                 |                 |                 |                 |                 |                      | 6      |                   | 6      | 3      | 2       |
| Punkteränge         |                 |                 |                 |                 |                 |                      | 43     |                   | 43     | 14     | 2       |
| Starts              | 5               | 5               | 7               | 2               |                 | 11                   | 93     | 2                 | 125    | 14     | 2       |
| Stand: Karriereende |                 |                 |                 |                 |                 |                      |        |                   |        |        |         |

### Weltcup-Gesamtplatzierungen
| Saison  | Gesamt | Gesamt | Sprint | Sprint |
| Saison  | Punkte | Platz  | Punkte | Platz  |
| ------- | ------ | ------ | ------ | ------ |
| 2004/05 | 13     | 110.   | 13     | 55.    |
| 2005/06 | 28     | 110.   | 28     | 46.    |
| 2006/07 | 103    | 51.    | 103    | 25.    |
| 2007/08 | 47     | 79.    | 47     | 48.    |
| 2008/09 | 82     | 68.    | 82     | 31.    |
| 2009/10 | 31     | 119.   | 31     | 62.    |
| 2010/11 | 62     | 79.    | 62     | 38.    |
| 2011/12 | 63     | 79.    | 63     | 36.    |
| 2012/13 | 3      | 160.   | 3      | 103.   |
| 2013/14 | 50     | 88.    | 50     | 40.    |
| 2014/15 | 52     | 90.    | 52     | 44.    |
| 2015/16 | 9      | 127.   | 9      | 82.    |